# Манёвренная война

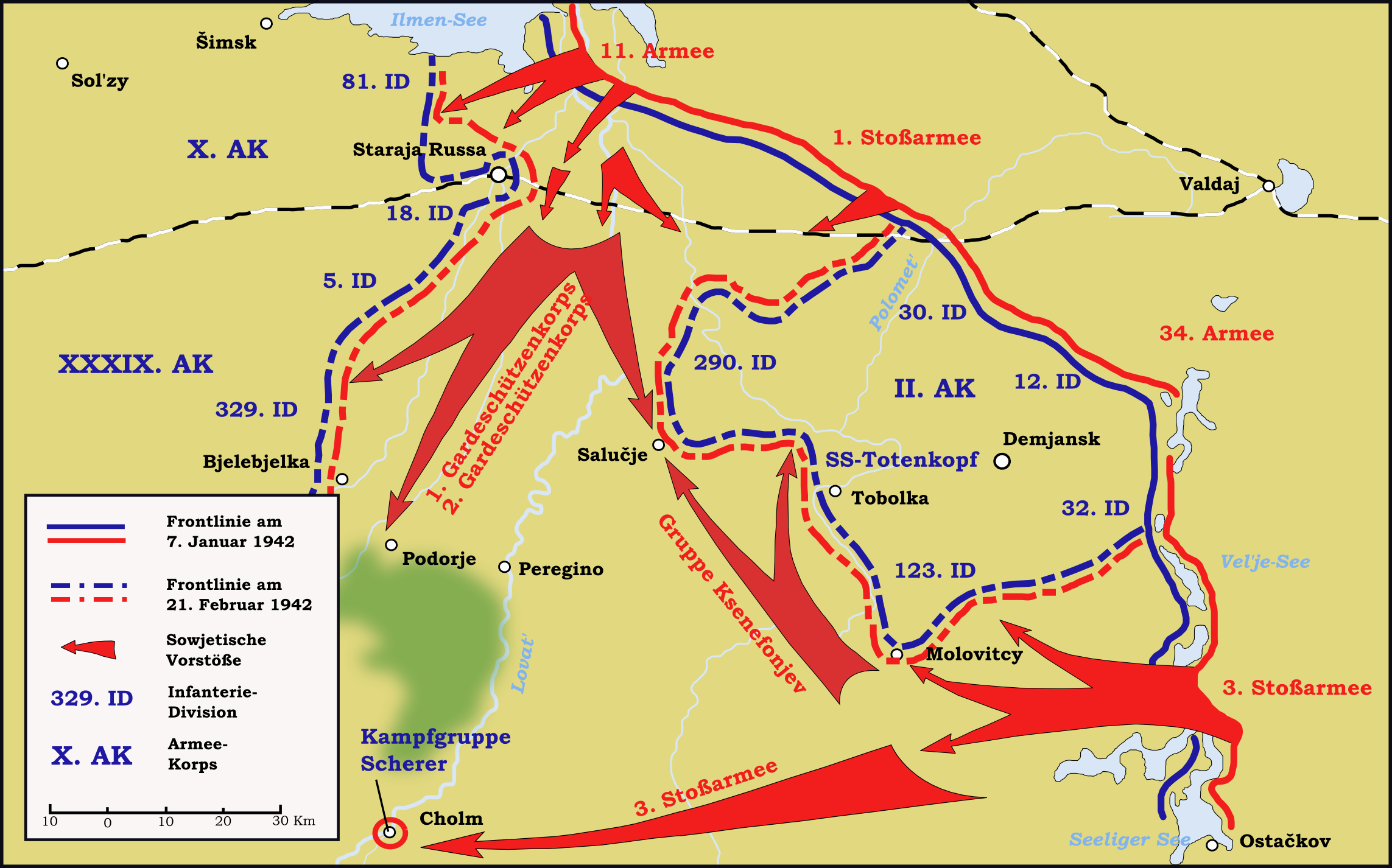
Схема практической реализации манёвренной войны объединениями ВС СССР, в период Великой Отечественной войны — «Демянский котёл», немецкие условные обозначения.

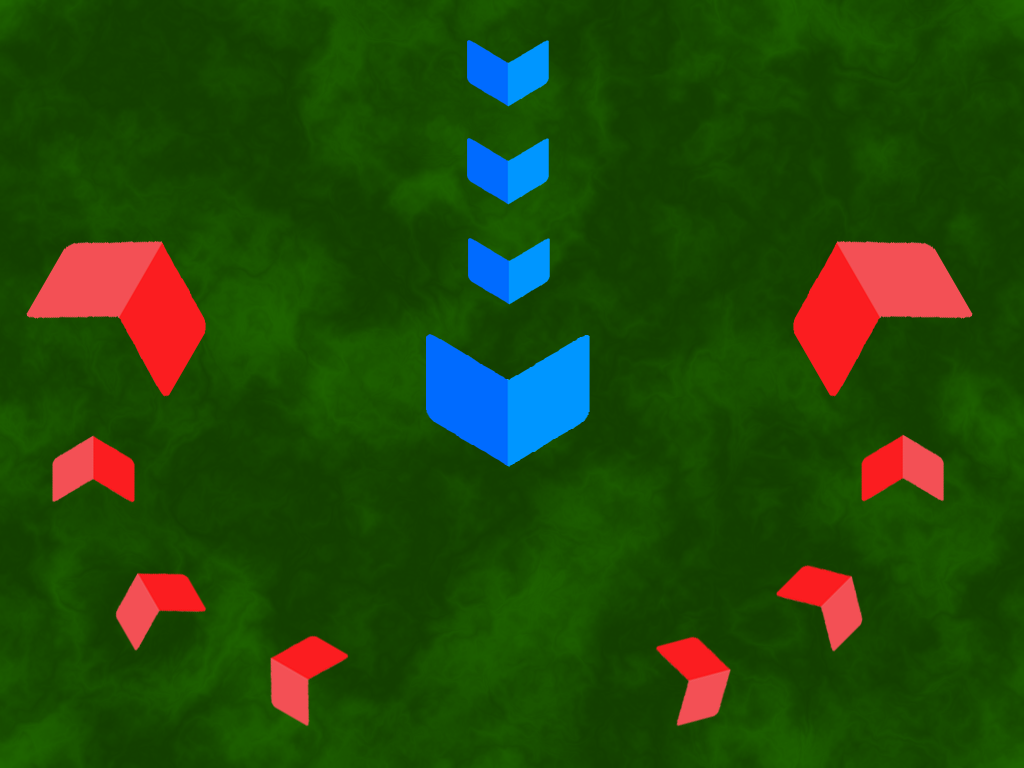
Пример манёвра «Красных». Охват.

Манёвренная война (также устаревший термин «полевая война») — война, в которой отсутствует стабильная линия фронта, а доминирующую роль играют широкомасштабные манёвренные действия в условиях быстро меняющейся оперативной обстановки на суше, на земле, в воде и в космосе.
Манёвренная война может вестись как одной из сторон противоборства, так и обеими; как на протяжении всей войны, так и на отдельных её этапах. Характер манёвренной войны предопределяется амбициозностью военно-политических целей, подготовкой войск к совершению манёвренных действий, моторизацией и механизацией вооружённых сил, наличием высокомобильных родов войск (авиации, мотопехоты, кавалерии, воздушно-десантных войск и т. п.), эффективных средств поражения противника, большого количества транспортных средств и развитой сети путей сообщения.

## Теория манёвренной войны
Манёвренная война подразумевает обход противника с флангов и нанесение удара в тыл, с целью отрезать часть вражеской армии от основных сил и тем самым принудить сдаться. Удар наносится с применением больших масс подвижных войск, при продвижении осады крепостей и городов не ведутся, населённые пункты обходятся стороной.

## Манёвренные войны в эпоху античности
Первым примером манёвренной войны являются ассирийские завоевания. Ассирийцы впервые начали использовать конницу. Александр Македонский совершал крайне длительные походы.

## Манёвренные войны в Средневековье
В эпоху Средневековья войны в Европе велись сравнительно малочисленными войсками без чёткого замысла и определённого боевого построения. Рыцарский кодекс не позволял вести «притворной» войны, из-за чего уходить от сражений или разграбления городов считалось непозволительным. Маневренная война была характерна для татаро-монгольских войск.

## Манёвренные войны в эру пороховых войн
В эпоху пороховых войн войны часто были маневренными, при этом зачастую усилия воюющих сторон сводились к тому, чтобы по возможности избежать сражения и выиграть войну путём искусного маневрирования на коммуникациях противника. Евгений Савойский, Наполеон, Фридрих Великий и фельдмаршал Кутузов часто стремились обойти противника и навязать ему генеральное сражение.

## Манёвренные войны XX века

### Первая мировая война
В первую мировую войну в 1914 году воюющие стороны пытались опередить друг друга в нанесении удара. На западном фронте это было осуществлением «Плана Шлиффена» — удара по Франции через Бельгию. Этот план предусматривал окружение французских войск, сосредоточенных к востоку от Парижа, на границе. Но в результате задержки в Бельгии и других неудач в начале кампании французы сумели предотвратить охват. Тогда армии Франции и Германии устремились к побережью Северного моря, надеясь обойти его со стороны.
Имела свои особенности и маневренная война на Восточном фронте.
Затем на Западном фронте с конца 1914 года и на Восточном фронте с конца 1915 года началась позиционная война.
В 1916 году под командованием генерала Брусилова армия Российской империи прорвала фронт и разгромила войска Австро-Венгрии.
При этом следует иметь в виду, что во время Первой мировой войны железные дороги позволяли быстро развёртывать армии и перебрасывать войска. Однако при этом кавалерия, имея большие манёвренные возможности, не обладала достаточной ударной силой, а пехота, имея большую ударную мощь, особенно при поддержке артиллерии, не обладала достаточной манёвренностью для развития прорыва, чтобы упредить отступающего противника. Всё изменилось лишь с появлением танков.

### Гражданская война в России
Гражданская война в России — важный этап в развитии концепции манёвренных войн. В связи с огромными расстояниями и большой протяжённостью фронтов, активно применялась кавалерия. Руководством РККА были произведены многие операции, послужившие основой для концепции глубокой наступательной операции.

### Вторая мировая война
Вторая мировая война стала апогеем развития манёвренных войн — развитие автобронетанковых войск дало необходимую быстроту манёвра для окружения войск противника. Германские стратеги разработали тактику блицкрига, советские — глубокой наступательной операции.
Главными идеологами немецкой доктрины манёвренной войны считаются Эрвин Роммель, Хайнц Гудериан и Эрих фон Манштейн.
Во время Второй мировой войны обычная пехота (составлявшая подавляющую часть армий) физически не могла отходить быстрее, чем прорывались в её тыл танки и мотопехота противника.

## Манёвренные войны современности
После окончания Второй мировой планы ведения боевых действий основывались на нанесении ядерных ударов по территории противника. Тем не менее, во многих конфликтах была важна роль манёвренных соединений, в то время как случаев нанесения атомных ударов по войскам противника пока не наблюдалось.